# Felix Weltsch
Felix Weltsch, né le 6 octobre 1884 à Prague, en Autriche-Hongrie, aujourd'hui en République tchèque et mort le 9 décembre 1964 à Jérusalem en Israël, est un écrivain de langue allemande et hébreu.

## Biographie
Felix Weltsch fait des études de philosophie et de droit et est, jusqu'en 1939, bibliothécaire à la bibliothèque universitaire de Prague. Il est l'un des quatre membres de ce que Max Brod appelle le « cercle pragois étroit » avec Franz Kafka et Oskar Baum, puis, plus tard, après la mort de Kafka, Ludwig Winder. Weltsch, a été, comme Kafka, élève au Altstädter Gymnasium, mais est plus jeune d'un an que lui. C'est Max Brod qui le présente à Kafka, alors qu'ils sont étudiants en droit.
Le 14 mars 1939, avec l'entrée de la Wehrmacht en Tchécoslovaquie, il s'exile et émigre avec Max Brod en Palestine. Il reprendra son travail de bibliothécaire à l'Université hébraïque de Jérusalem,.

## Ouvrages
- (he) 1940, Hitnagdut shel yetzirah, Jérusalem, Measef
- (de) 1948, Religiöse Humor bei Franz Kafka, dans Max Brod, Franz Kafkas Glauben und Lehre, Munich, Desch

## Sources
- (de) Hartmut Binder, 2008, Kafkas Welt, Rowohlt, Reinbeck
- (de) Wilhelm Sternfeld, Eva Tiedemann, 1970, Deutsche Exil-Litteratur 1933-1945 deuxième édition augmentée, Heidelberg, Verlag Lambert Schneider.
- (de) Hans J. Schütz, « Ein deutscher Dichter bin ich einst gewesen ». Vergessene und verkannte Autoren des 20. Jarhunderts, Munich, Verlag C. H. Beck, 1988.